# Bakrorez
Bakrorez ili gravura je grafička tehnika u kojoj se u bakrenu ploču oštrim udubljivačem urezuje crtež, udubljenja se ispunjavaju bojom. Otiskivanje se vrši u stroju pod jačim pritiskom. Pored linearne čistoće, ljepota bakroreza se ogleda i u reljefnosti crta koja nastaje zbog jakog pritiska preše, tj. ulaženja papira u sva udubljenja iz kojih preuzima boju.